# みんなで読書
『みんなで読書（みんなでどくしょ）』は、ドラスよりニンテンドーDSとPlayStation Portable向けに発売された読書ソフトシリーズ。

## タイトルリスト

### ニンテンドーDS
- みんなで読書DS 源氏物語+ちょっとだけ文学（2008年06月19日）
- みんなで読書DS 捕物帳 半七&右門&安吾&顎十郎&旗本退屈男（2008年06月19日）
- みんなで読書DS ケータイ小説ですぅ～（2008年12月25日）
- みんなで読書DS なるほど！楽しい生活の裏ワザ隠ワザ（2010年05月20日）
- みんなで体感読書DS チョーこわ～い！学校の怪談（2010年08月19日）

### PlayStation Portable
- みんなで読書 名作＆推理＆怪談＆文学（2008年07月03日）
- みんなで読書 ケータイ小説ですぅ～（2008年10月23日）
- みんなで読書 源氏物語+ちょっとだけ文学（2009年11月5日）
- みんなで読書 捕物帳半七＆右門＆安吾＆顎十朗＆旗本退屈男（2009年11月19日）